# Pavel Pleve
Pavel Adamovitj Pleve (ryska: Павел Адамович Плеве, tyska: Paul von Plehve), född 30 juni 1850, död 28 mars 1916 i Moskva, var en rysk militär av tyskt ursprung. 
Pleve blev 1870 officer vid kavalleriet, 1877 generalstabskapten, 1882 överste vid generalstaben, 1893 generalmajor, 1900 generallöjtnant och 1907 general av kavalleriet. Åren 1890–93 var han regementschef, 1899 blev han kavalleridivisionschef, 1905 chef för 13:e armékåren och 1909 chef för Moskvas militärdistrikt. 
Under första världskriget förde han till i januari 1915 femte armén (i södra Polen), därefter till i juni samma år den nybildade 12:e armén (i nordvästra Polen) och sedan till i februari 1916 åter femte armén (i Kurland). Han blev därefter (efter Nikolaj Ruzskij) chef för armégruppen på "norra fronten", men avgick redan 27 februari samma år på grund av sjukdom. Han var en av ryska arméns mest framstående generaler, kunskapsrik och viljekraftig.